# Dediščina
Dediščina je premoženje, ki je dediču na voljo po dedovanju zapustnikovega premoženja. Dedovanje se uvede s smrtjo ali razglasitvijo smrti zapustnika.

## Pridobitev dediščine

### zapustnikova smrt
Zapustnik mora umreti, biti razglašen za mrtvega. Dedovanje mora biti uvedeno.

### obstoj dediča
Dedovanje zahteva pravnega subjekta, ki ima pravno sposobnost. Izjema je nerojen otrok, za katerega se domneva, da bo živorojen do rojstva. Dedič mora izpolniti dva pogoja:
- Dedna sposobnost - vsaka fizična oseba. Pravna oseba je lahko dedič oporočnega dedovanja. Lahko je drugačna ureditev pri tujcih.
- Dedna nevrednost - onemogoči dedno sposobni fizični osebi, da bi dedovala. Dedno nevredna oseba, ki zagreši (velja za Slovenijo):
  -     - odvzem življenja ali streženje po življenju zapustnika'
    - opustitev preživljanja zapustnika ali dajanja potrebne pomoči zapustniku
    - dejanja, s katerim kdo zapustniku odvzame svobodo testiranja ali izpolnitve njegove poslednje volje

### delacijski razlog
Oporoka ali zakonito dedovanje mora dediču omogočiti dedni naslov

## Odpoved dediščini
Gre za izjavo, da dedič ne želi dedovati po zapustniku. Izjavo se lahko poda do konca zapuščinske obravnave. Če je odpoved splošna, velja tudi za vse njegove potomce. Lahko se izjemoma odpove dediščini tudi le v lastnem imenu. Ker gre za pomembno izjavo (dedna izjava) morajo biti zanjo izpolnjeni posebni pogoji.